# Sundowner
 (novembre 2022).
Le Sundowner est un yacht à moteur, primitivement détenu par Charles Lightoller, 2e officier du RMS Titanic et l'officier le plus ancien survivant du naufrage du Titanic. Le Sundowner a participé à l'évacuation de Dunkerque. 

Aujourd'hui, il est présenté comme navire musée, à Ramsgate dans le Kent, au Ramsgate Maritime Museum (en). 

Il est enregistré comme bateau du patrimoine maritime du Royaume-Uni par le National Historic Ships UK  depuis 1993 et au registre de la National Historic Fleet.

## Construction
Construit en 1912, par Amirauté britannique au chantier naval de Sheerness, il a été racheté en 1929 par Charles et Sylvia Lightoller. La coque a été récupérée dans une vasière de la rivière Medway et le bateau a été équipé de deux mâts et gréé an ketch avec flèche, grand-voile, misaine et trinquette. Parce que Sylvia était australienne, leur yacht a été nommé Sundowner, un terme australien équivalent de clochard. À l'origine de 52 pieds de long, il a été étendu à 58 pieds, et équipé d'un moteur à essence Parsons de 60 cv lui donnant une vitesse de pointe de 8 nœuds (15 km/h).

## Histoire
Sundowner a été lancé le 28 juin 1930, et après des essais sur la Tamise, il a entrepris son premier voyage en France. Au cours des dix années suivantes, il a navigué le long de la côte nord de l'Europe, en prenant part avec succès à de nombreuses compétitions internationales. En 1936, le moteur a été remplacé par un plus puissant de 72 cv, un moteur diesel Gleniffer  lui donnant une vitesse de 10 nœuds (20 km/h). En 1939, avec la menace de guerre imminente, Charles Lightoller a été chargé d'étudier secrètement la côte européenne pour l'Amirauté.

## Dunkerque
Le 31 mai 1940, Sundowner a été réquisitionné par l'Amirauté pour aider à l'évacuation des troupes britanniques à Dunkerque. Charles Lightoller, âgé de 66 ans et en retraite, fut volontaire en emmenant son fils aîné Roger, et Gerald Ashcroft, un  scout marin de 18 ans. Le 1er juin, le yacht a traversé la Manche en compagnie de cinq autres navires. Sur leur chemin, ils ont sauvé l'équipage du croiseur Westerly, qui était tombé en panne et était en feu. À l'arrivée à Dunkerque, il s'est mis aux côtés du destroyer HMS Worcester et a embarqué des soldats. Soixante-cinq hommes étaient entassés dans la cabine, et cinquante-cinq sur le pont, pour un total de 130 personnes. Sundowner est ensuite retourné à Ramsgate, en évitant le feu des avions ennemis grâce à des manœuvres d'évitement. Après avoir débarqué les troupes, il se préparait à repartir mais seuls les navires capables de faire 20 nœuds ont été autorisés à continuer. 
Sundowner est resté en service comme un navire de patrouille côtière dans la rivière Blackwater dans l'Essex.  Il a ensuite rejoint la rivière Clyde sous l'autorité de la 647e Transport Company du Royal Army Service Corps (en). Il a été libéré du service en 1945, et après une remise en état il a été remis à Lightoller en 1946.

## Après-guerre
Charles Lightoller est mort en 1952, et sa femme Sylvia a continué de faire des croisières avec le Sundowner. La bateau a pris la tête de l'Armada of Little Ships lors du 25e anniversaire à Dunkerque en 1965. 

Après avoir connu plusieurs autres propriétaires, Sundowner a été acheté par l'East Kent Maritime Trust qui l'a ramené à Ramsgate, en août 1988, pour effectuer les réparations de la coque en mauvais état. Il a été restauré pour le 50e anniversaire à Dunkerque en 1990. 
En 2000, Sundowner a également pris part à la flottille du 60e anniversaire à Dunkerque. Le 3 juin 2012, Sundowner a participé à la Thames Diamond Jubilee Pageant (en) avec d'autres "Dunkirk Little Ships".